# Musikjahr 1875
Liste der Musikjahre

◄◄ | ◄ | 1871 | 1872 | 1873 | 1874 | Musikjahr 1875 | 1876 | 1877 | 1878 | 1879 | ► | ►►

Weitere Ereignisse
Dieser Artikel behandelt das Musikjahr 1875.

## Ereignisse

### Aufführungsorte und Akademien

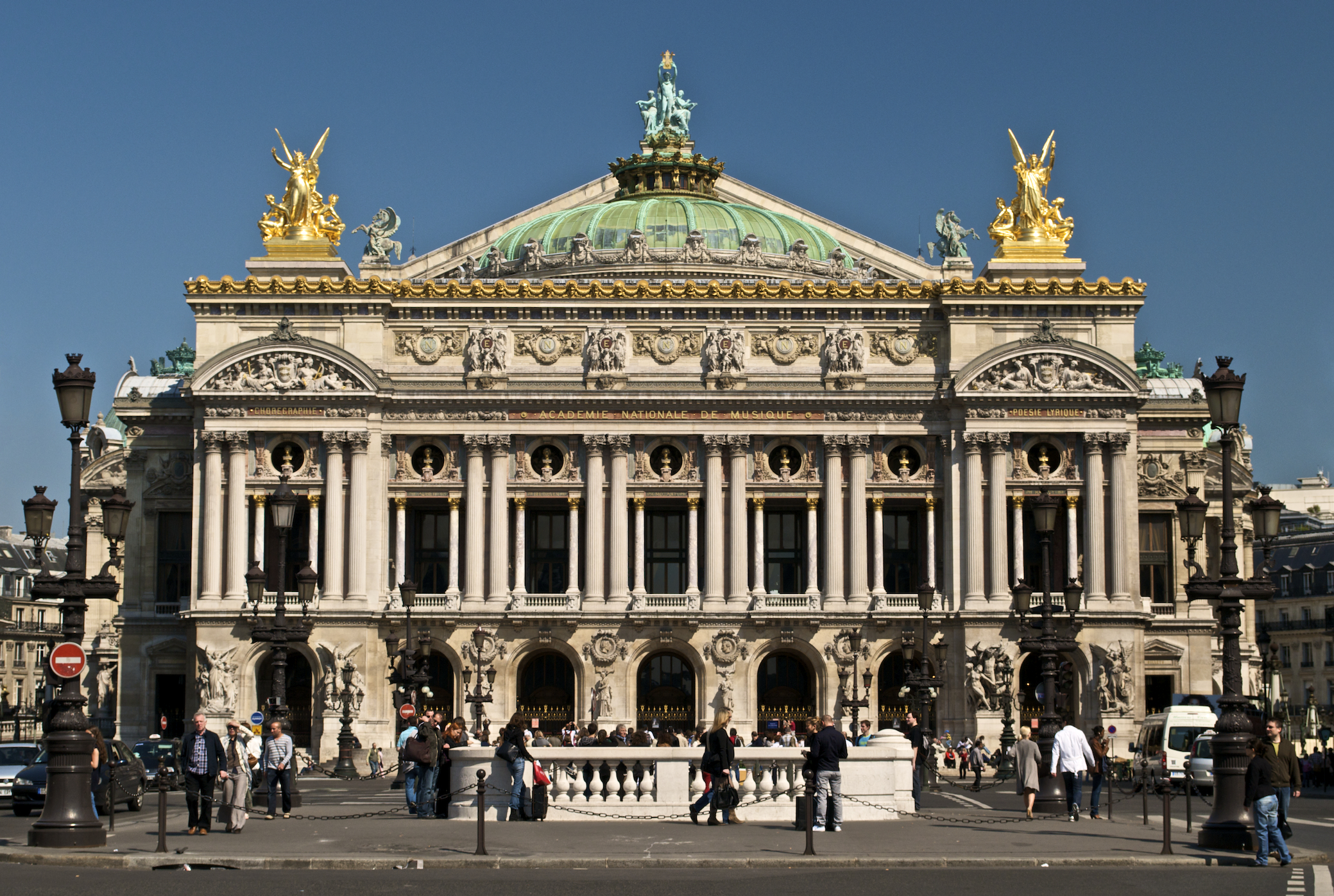
Die Pariser Oper (Opéra Garnier)

- 05. Januar: Die von Charles Garnier erbaute Opéra Garnier wird mit einer Galavorstellung eröffnet. Das neue Opernhaus, zu diesem Zeitpunkt der größte Theaterbau der Welt, löst den Salle Ventadour als Aufführungsort der Pariser Oper ab.
- Sommer: Die Münchner Opernfestspiele werden mit Opern von Wolfgang Amadeus Mozart und Musikdramen von Richard Wagner erstmals abgehalten.
- 14. November: Franz Liszt gründet im Bezirk Terézváros in Budapest die Königlich-Ungarische Musikakademie. Ferenc Erkel wird erster Direktor der Hochschule, die bis heute als eine der international renommiertesten musikalischen Ausbildungsstätten gilt.
- Unter Frigyes Podmaniczky, dem Intendanten des Nationaltheaters, beginnt der Bau des Königlich Ungarische Opernhauses in Budapest. Nachdem Miklós Ybl den Planungswettbewerb für sich gewinnen konnte, wird das Bauprogramm von Podmaniczky ausgearbeitet, der festlegt, dass alle am Bau beteiligten Personen Ungarn sein und die für den Bau verwendeten Materialien aus Ungarn stammen müssen. Der Bau wird König Franz Joseph I. finanziert, der als Bedingung festlegt, dass das Opernhaus kleiner sein solle als die Wiener Staatsoper.

### Uraufführungen

#### Instrumentalmusik
- 14. März: Mit Vyšehrad wird der erste Teil von Bedřich Smetanas Sinfonischer Dichtung Mein Vaterland (Má vlast) in Prag uraufgeführt. Der zweite Teil Die Moldau (Vltava) hat seine Uraufführung am 4. April. Bereits am 20. Februar hat Smetana den dritten Teil Šárka fertiggestellt, doch dauert es noch zwei Jahre bis zur ersten Aufführung.
- Johann Strauss (Sohn): Cagliostro-Quadrille op. 369 (20. Mai); Cagliostro-Walzer op. 370 (16. Juni); Hoch Österreich! (Marsch) op. 371 (25. Juni); Bitte schön (Polka) op. 372; Auf der Jagd (Schnell-Polka) op. 373; Licht und Schatten (Polka) op. 374
- 31. Oktober: Das 4. Klavierkonzert von Camille Saint-Saëns hat seine erfolgreiche Uraufführung im Pariser Théâtre du Châtelet mit dem Komponisten am Flügel.

#### Oper

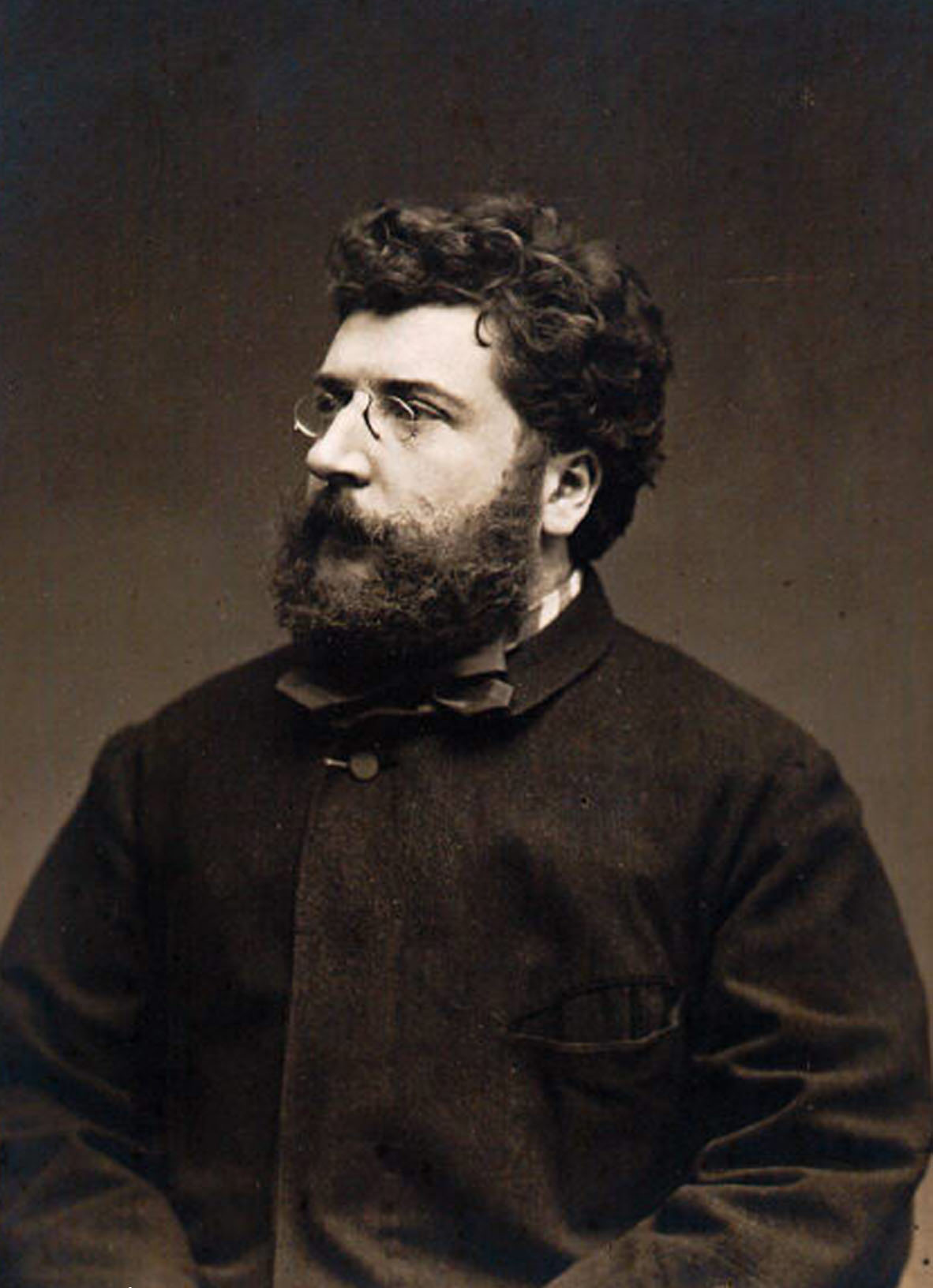
Georges Bizet kurz vor seinem Tod

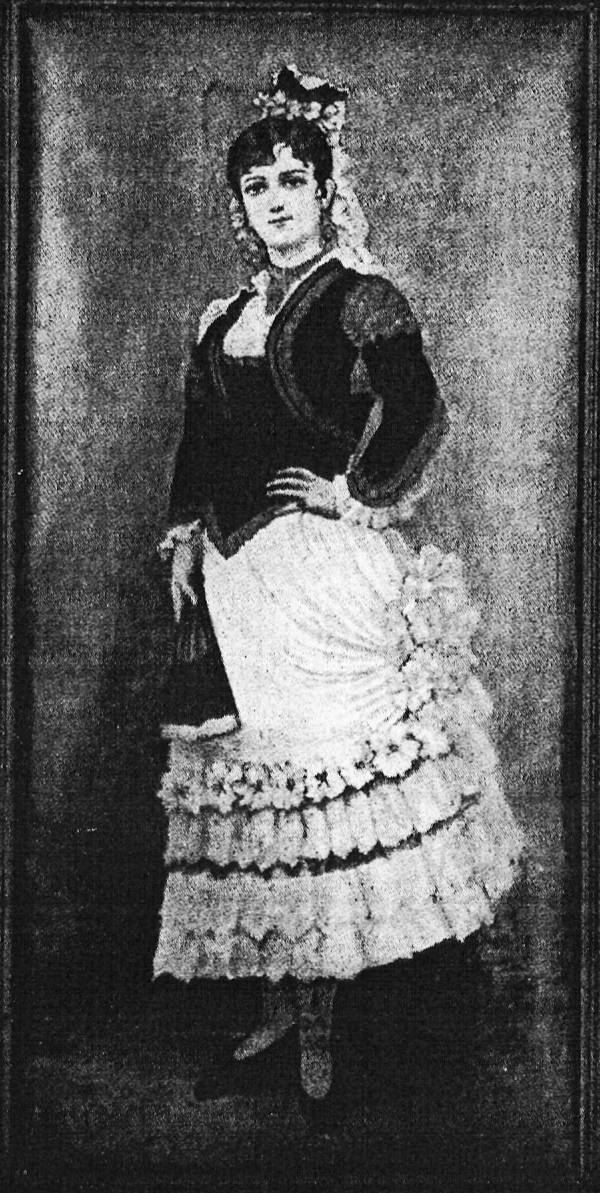
Célestine Galli-Marié als Carmen, 1875

- 03. März: Die Uraufführung der Opéra-comique Carmen von Georges Bizet mit dem Libretto von Henri Meilhac und Ludovic Halévy nach der gleichnamigen Novelle von Prosper Mérimée an der Opéra-Comique in Paris wird vom Publikum kühl aufgenommen. Der Welterfolg des Werkes beginnt erst Monate später. Bizet erlebt den Erfolg seines Werkes nicht mehr, er stirbt am 3. Juni, seinem sechsten Hochzeitstag, im Alter von 36 Jahren in der Nähe von Paris an einem Herzinfarkt.
- 10. März: Die Oper Die Königin von Saba von Karl Goldmark auf das Libretto von Salomon Hermann Mosenthal feiert bei ihrer Uraufführung an der Hofoper in Wien einen großen Erfolg und wird zu einer der erfolgreichsten Opern des ausgehenden 19. Jahrhunderts.
- 19. Juli: Die Uraufführung der Oper La falce (Die Sichel) von Alfredo Catalani findet in Mailand statt.
- 26. Oktober: Die Oper Le voyage dans la lune (deutsch: Die Reise auf den Mond) von Jacques Offenbach (Musik) mit einem Libretto von Albert Guillaume Florent Vanloo, Eugène Leterrier und Arnold Mortier wird im Théâtre de la Gaîté in Paris uraufgeführt.

#### Operette
- 27. Februar: Am Theater an der Wien in Wien wird die Operette Cagliostro in Wien von Johann Strauss (Sohn) uraufgeführt. Das Libretto stammt von Camillo Walzel und Richard Genée. Das Stück aus der Zeit der Goldenen Operettenära ist anfangs ein Riesenerfolg, verliert aber mit der Zeit die Gunst des Publikums.

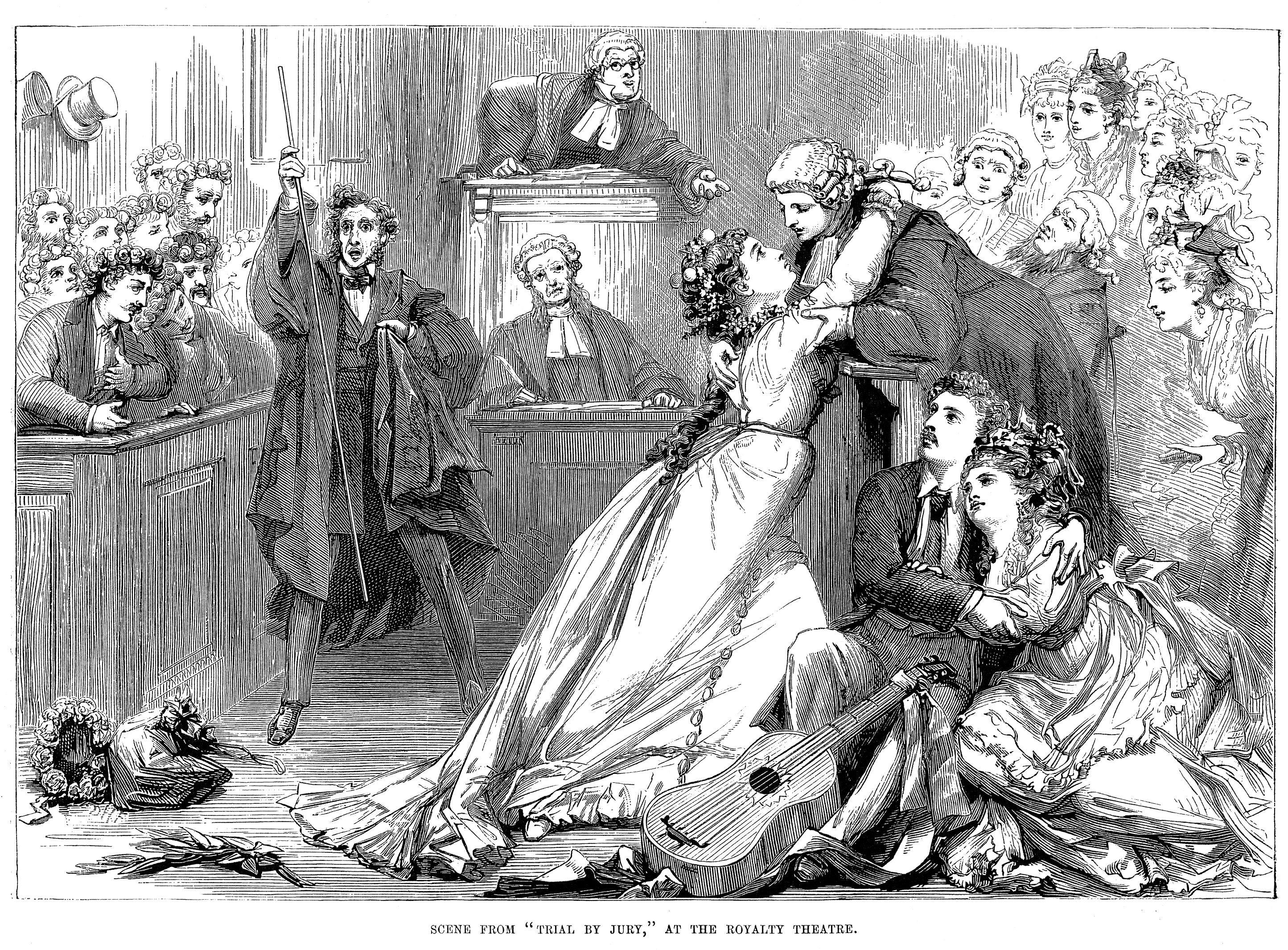
Illustration einer Szene aus Trial by Jury

- 25. März: Trial by Jury, eine Operette mit Musik in einem Akt von Arthur Sullivan nach einem Libretto von W. S. Gilbert, hat ihre Uraufführung am Royalty Theatre in London. Das Stück ist nach Thespis Gilbert und Sullivans zweite gemeinsame Opernproduktion. Das bei Kritikern und beim Publikum sehr beliebte Werk wird während der ersten Spielzeit 131-mal aufgeführt.
- 03. November: Die Uraufführung der Operette Die Kreolin von Jacques Offenbach erfolgt am Théâtre des Bouffes-Parisiens in Paris.

#### Weitere Uraufführungen
- 28. März: Das Schauspiel Die Reise um die Erde in 80 Tagen nach dem gleichnamigen Roman von Jules Verne wird mit der Begleitmusik von Franz von Suppè im Carltheater in Wien uraufgeführt.

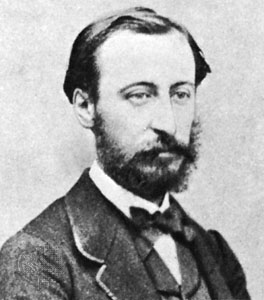
Camille Saint-Saëns (1875)

### Sonstiges
- April bis Dezember: Antonín Dvořák komponiert die Oper Wanda.
- Der deutsche Jesuit Joseph Hermann Mohr, der sich wegen des Kulturkampfes im Ausland aufhält, schreibt Ein Haus voll Glorie schauet, eines der meistgesungenen deutschsprachigen katholischen Kirchenlieder.

## Geboren

### Januar bis Juni
- 11. Januar: Reinhold Glière, russischer Komponist († 1956)
- 12. Januar: Rudolf Schanzer, österreichischer Dramatiker, Librettist und Journalist († 1944)
- 14. Januar: Albert Schweitzer, deutscher Arzt, Theologe, Musiker und Philosoph († 1965)
- 18. Januar: Julián Carrillo, mexikanischer Komponist († 1965)
- 21. Januar: William Ackroyd, britischer Geiger und Musikpädagoge († 1953)

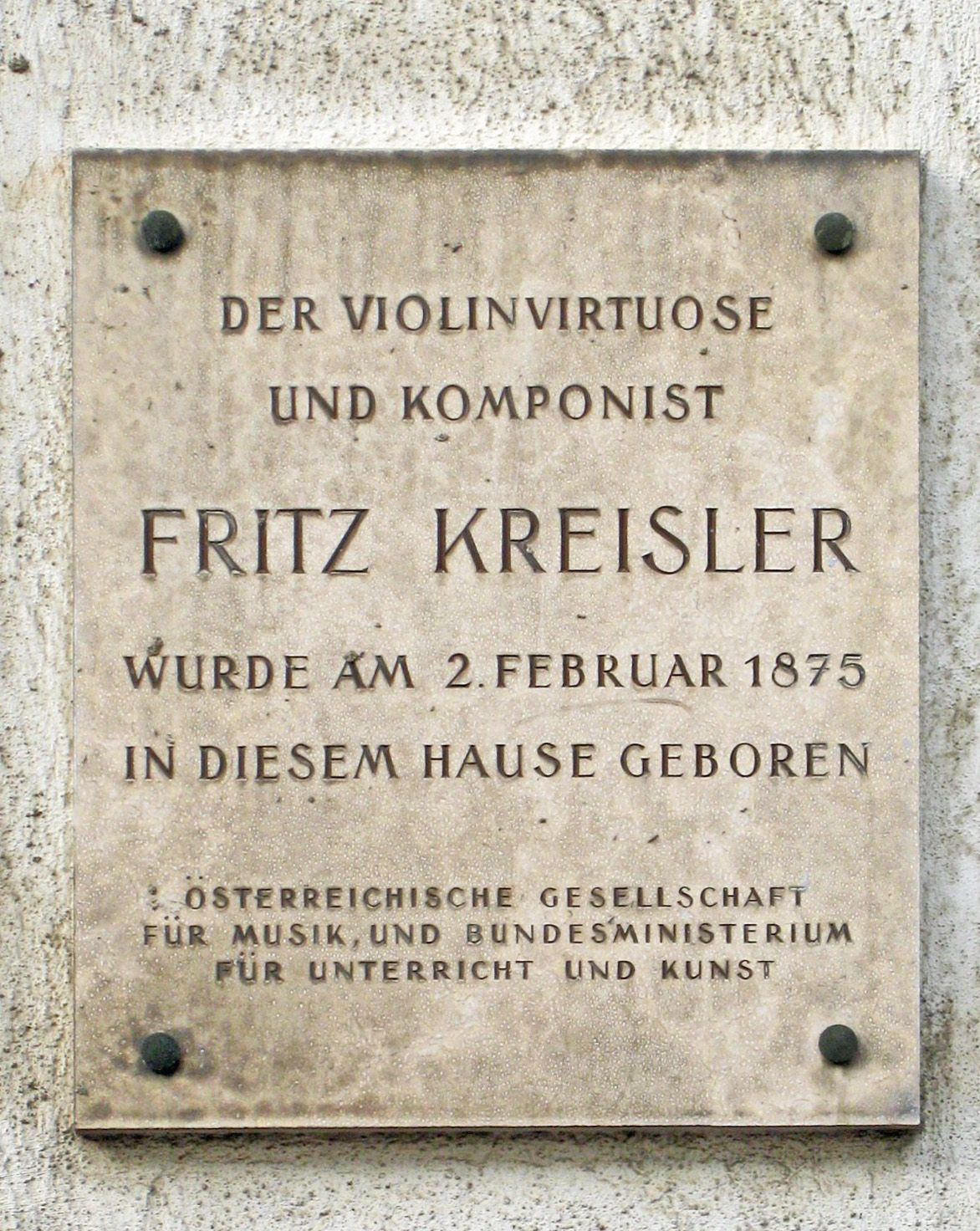
Gedenktafel an Kreislers Geburtshaus in Wien-Leopoldstadt

- 02. Februar: Fritz Kreisler, österreichischer Violinist und Komponist († 1962)
- 07. Februar: Walter Courvoisier, Schweizer Komponist († 1931)
- 09. Februar: Sydney Nicholson, britischer Organist und Musikpädagoge († 1947)
- 10. Februar: Eduardo Vigil y Robles, mexikanischer Sänger, Dirigent, Arrangeur und Komponist († 1945)
- 15. Februar: Vilma von Webenau, österreichisch-deutsche Komponistin († 1953)
- 23. Februar: Marie Burger-Mathys, Schweizer Konzertsängerin und Gesangspädagogin († 1953)
- 26. Februar: Richard Wetz, deutscher Komponist und Musikpädagoge († 1935)
- 27. Februar: Betty Schwabe, deutsche Violinistin und Violinlehrerin († 1943)
- 27. Februar: Ernst Welisch, österreichischer Dramatiker und Theaterregisseur († 1941)
- 28. Februar: Viliam Figuš-Bystrý, slowakischer Komponist († 1937)
- 07. März: Bérenger de Miramon Fitz-James, französischer Mäzen und Musikschriftsteller († 1952)

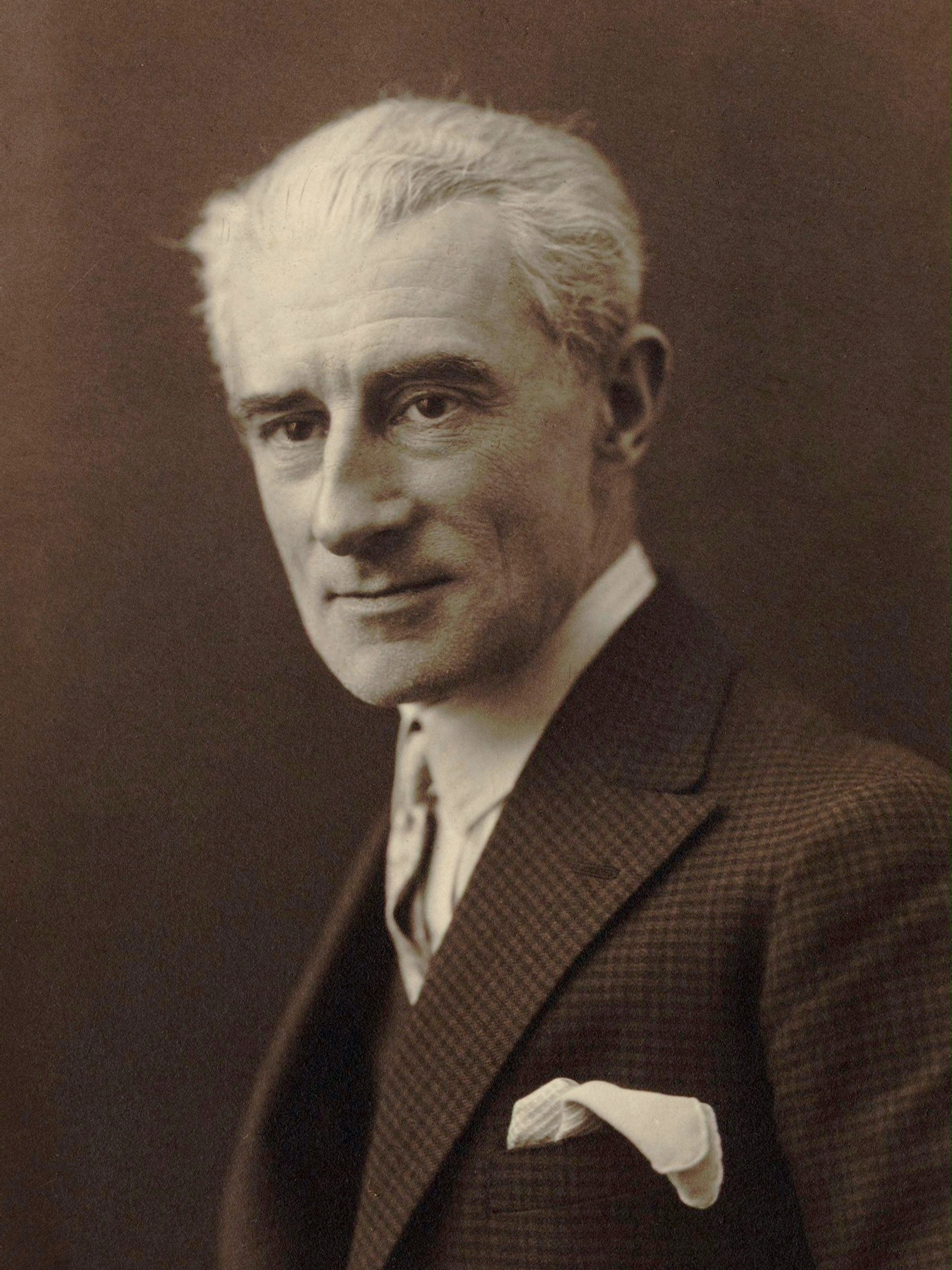
Maurice Ravel (1925); * 7. März

- 07. März: Maurice Ravel, französischer Komponist († 1937)
- 08. März: Franco Alfano, italienischer Komponist († 1954)
- 10. März: Alexander Borissowitsch Goldenweiser, russischer Komponist und Pianist († 1961)
- 12. März: Juli Garreta i Arboix, katalanischer Komponist († 1925)
- 13. März: Rosa Hochmann, russische Violinistin und Violinlehrerin († 1955)
- 21. März: Adolfo Betti, italienischer Geiger und Musikpädagoge († 1950)
- 04. April: Pierre Monteux, französisch-amerikanischer Dirigent († 1964)
- 07. April: Enric Ainaud i Sánchez, valencianischer Violinist und Musikpädagoge († 1958)
- 18. April: Viktor Junk, österreichischer Germanist und Komponist († 1948)
- 19. April: Gaston Dethier, US-amerikanischer Organist und Komponist († 1958)
- 20. April: Joseph Pembaur, österreichischer Pianist und Komponist († 1950)
- 12. Mai: Leo Portnoff, ukrainischer Violinist, Komponist und Musikpädagoge († 1940)
- 24. Mai: Carl Reinhart, österreichischer Operettensänger († 1919)
- 05. Juni: Jean-Noël Charbonneau, kanadischer Chorleiter, Komponist und Musikpädagoge († 1945)
- 13. Juni: Max d’Ollone, französischer Komponist († 1959)
- 14. Juni: Suzanne Chaigneau, französische Geigerin und Musikpädagogin († 1946)
- 21. Juni: Frances Rose, US-amerikanische Opernsängerin († 1956)
- 26. Juni: Émiliano Renaud, kanadischer Pianist, Organist, Musikpädagoge und Komponist († 1932)
- 26. Juni: Camille Zeckwer, US-amerikanischer Komponist († 1924)
- 27. Juni: Franklin Whitman Robinson, US-amerikanischer Organist und Musikpädagoge († 1946)

### Juli bis Dezember

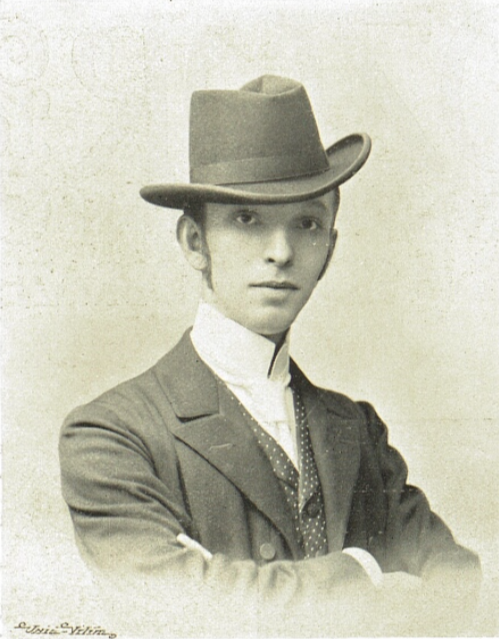
Antonín Vojtěch Horák; * 7. Juli

- 03. Juli: Theodor Pfeiffer, deutscher Komponist, Dirigent, Organist, Chorleiter und Musikpädagoge († 1936)
- 07. Juli: Antonín Vojtěch Horák, tschechischer Komponist und Dirigent († 1910)
- 15. Juli: Helena Oleska, polnische Sängerin († 1969)
- 17. Juli: Donald Francis Tovey, englischer Komponist, Pianist und Musikwissenschaftler († 1940)
- 19. Juli: Jelena Wiktorowna De-Wos-Sobolewa, belgische bzw. russische bzw. sowjetische Koloratursopranistin und Hochschullehrerin († 1945)
- 25. Juli: Firmin Touche, französischer Violinist und Musikpädagoge († 1957)
- 26. Juli: Maria Philippi, Schweizer Altistin, Oratoriensängerin und Professorin († 1944)
- 31. Juli: Alexandre Denéréaz, Schweizer Komponist († 1947)
- 08. August: Wladimir Senilow, russischer Komponist († 1918)
- 09. August: Albert Ketèlbey, englischer Komponist und Dirigent († 1959)
- 16. August: Ernst Schnorr von Carolsfeld, deutscher Organist († 1942)
- 18. August: Alfredo Cairati, italienischer Musikpädagoge, Komponist und Chorleiter († 1960)
- 22. August: Romain Pelletier, kanadischer Organist, Komponist und Musikpädagoge († 1953)
- 30. August: Gustave Bret, französischer Organist, Komponist und Musikkritiker († 1969)
- 30. August: Hermann Ludwig Kutzschbach, deutscher Dirigent und Musikpädagoge († 1938)
- 05. September: Renato Simoni, italienischer Dramatiker, Kritiker, Journalist, Regisseur und Librettist († 1952)
- 10. September: Paul Scheinpflug, deutscher Komponist und Dirigent († 1937)
- 18. September: Henriette Renié, französische Harfenistin, Pianistin und Komponistin († 1956)
- 19. September: Eugen Engel, deutscher Komponist († 1943)
- 22. September: Mikalojus Konstantinas Čiurlionis, litauischer Komponist und Maler († 1911)
- 27. September: Cléo de Mérode, französische Ballett-Tänzerin († 1966)
- 30. September: Fred Fisher, US-amerikanischer Komponist deutscher Abstammung († 1942)
- 05. Oktober: José Luis Roncallo, argentinischer Pianist, Bandleader und Tangokomponist († 1954)
- 05. Oktober: Cyril Rootham, englischer Komponist († 1938)
- 27. November: Louis Albert Adroit, französischer Kapellmeister, Musikpädagoge und Komponist († 1946)
- 30. November: Ewald Siegert, deutscher Organist, Kantor und Komponist († 1947)
- 01. Dezember: Alphonse Schmitt, elsässischer Organist und Komponist († 1912)
- 15. Dezember: Friedrich Niggli, Schweizer Komponist und Musikpädagoge († 1959)
- 15. Dezember: Luigi Pigarelli, italienischer Jurist und Komponist († 1964)
- 16. Dezember: Jacques Malkin, amerikanisch-russischer Violinist und Musikpädagoge († 1964)

### Genaues Geburtsdatum unbekannt
- Anna Elisabeth Fehrs, deutsche Komponistin und Klavierlehrerin († 1962)
- Lleó Fontova i Planes, katalanisch-argentinischer klassischer Violinist († 1949)
- Victor Nováček, tschechischer Geiger und Musikpädagoge († 1914)

## Gestorben

### Todesdatum gesichert
- 01. Februar: William Sterndale Bennett, britischer Komponist und Pianist (* 1816)
- 04. März: Carlo Romani, italienischer Komponist (* 1824)
- 10. März: Louis-Joseph Daussoigne-Mehul, französischer Komponist (* 1790)
- 17. März: Therese Grob, österreichische Sängerin (* 1798)

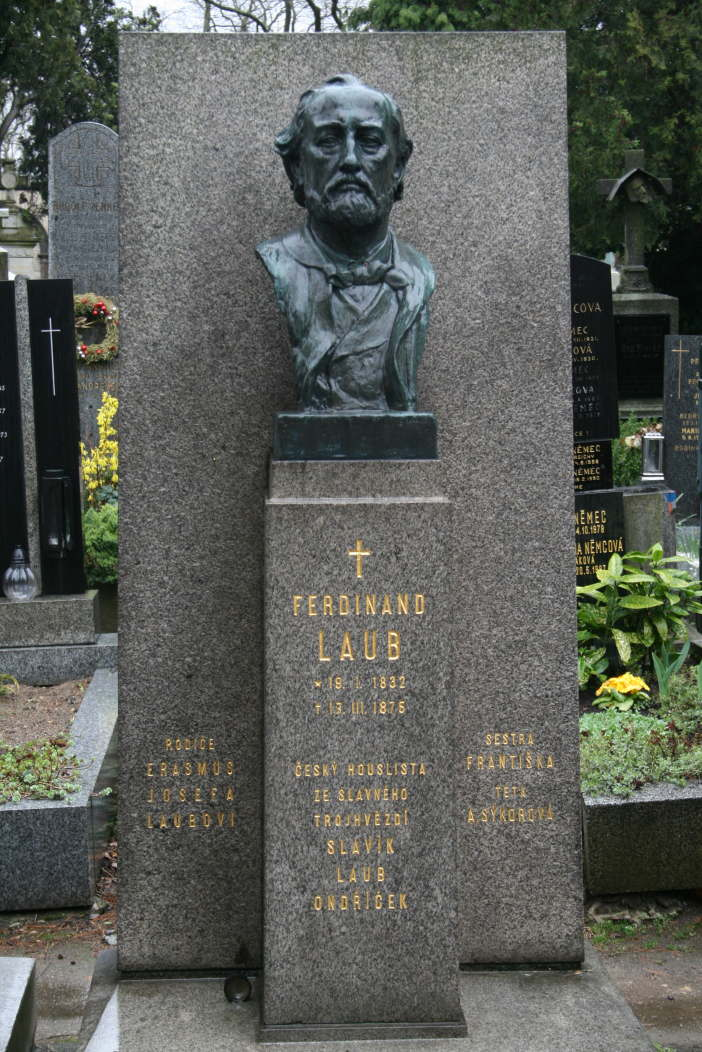
Grabmal von Ferdinand Laub auf dem Vyšehrader Friedhof in Prag

- 17. März: Ferdinand Laub, tschechischer Geiger (* 1832)
- 19. März: Jean-Baptiste Vuillaume, französischer Geigenbauer (* 1798)
- 20. März: Carl August Abmeyer, deutscher Kantor und Komponist (* 1797)
- 20. April: Caroline Caspari, deutsche Konzertsängerin (Alt), Gesangspädagogin und Dichterin (* 1808)
- 24. April: Juana Paula Manso de Noronha, argentinische Schriftstellerin, Feministin, Komponistin, Pädagogin und Journalistin (* 1819)
- 08. Mai: Karl Nicola, deutscher Violinist, Königlicher Hof- und Kammermusiker, Musik- und Chordirektor sowie Komponist (* 1797)
- 10. Mai: Friedrich Jahn, deutscher Orgelbauer (* 1798)

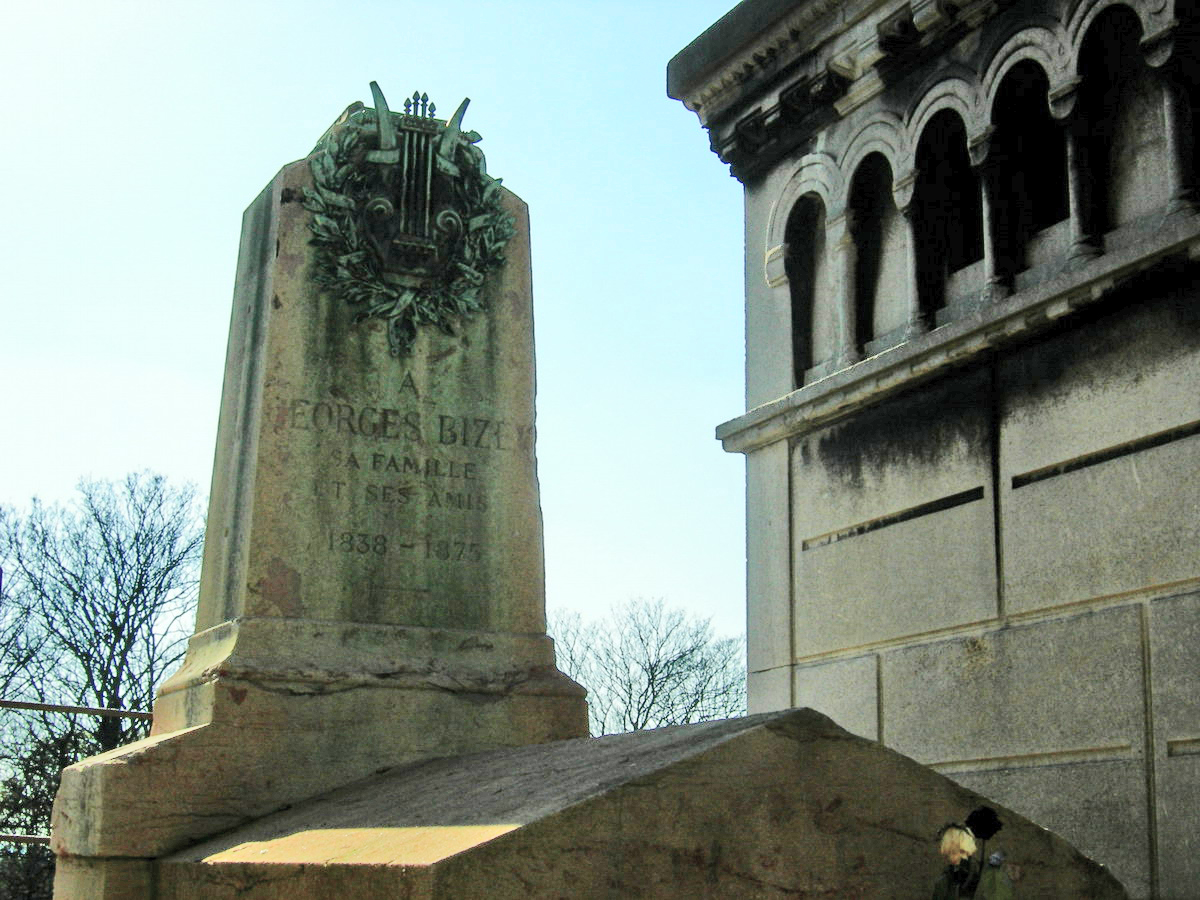
Grabstein von Georges Bizet auf dem Friedhof Père-Lachaise in Paris

- 03. Juni: Georges Bizet, französischer Komponist (* 1838)
- 15. Juni: John Wade Thirlwall, englischer Dirigent und Komponist (* 1809)
- 06. August: Gustav Nauenburg, deutscher Theologe, Sänger, Schriftsteller, Musikpädagoge, Musikkritiker und Enzyklopädist (* 1803)
- 02. September: Ureli Corelli Hill, US-amerikanischer Geiger und Dirigent (* 1802)
- 15. September: Louise Farrenc, französische Komponistin, Pianistin und Musikwissenschaftlerin (* 1804)
- 25. September: Tony Franck, deutsche Pianistin (* 1827)
- 27. September: Mary Fauche, britische Sängerin und Komponistin (* 1801)
- 29. September: Jeanette Bürde, österreichische Pianistin, Sängerin und Komponistin (* 1799)
- 04. Oktober: Léon Ehrhart, französischer Komponist (* 1854)
- 06. November: Marietta Brambilla, italienische Opernsängerin und Gesangspädagogin (* 1807)
- 25. November: Jakob Ladstätter, österreichischer Orgelbauer (* 1804)
- 21. Dezember: Alexis Jacob Azevedo, französischer Musikkritiker und Musikschriftsteller (* 1813)
- 22. Dezember: Nikolai Alexejewitsch Titow, russischer Komponist (* 1800)

### Gestorben nach 1875
- Josef Acherer, Zitherspieler und Komponist (* vor 1840)